# خط کنت شمالی
خط کنت شمالی (به انگلیسی: North Kent Line) یکی از خطوط راه‌آهن در کشور انگلستان است.
این خط از شهر چرینگ کراس و لندن شروع شده و در شهر جیلینگام، کنت و دارتفورد به پایان می‌رسد.